# Deodoro da Fonseca
Manoel Deodoro da Fonseca (Alagoas, 5 de agosto de 1827-Río de Janeiro, 23 de agosto de 1892) fue un militar, mariscal y político brasileño, primer presidente de la República (1889-1891).

## Biografía
Ascendió en la carrera militar por su heroísmo y bravura en combate, siendo, soldado firme y cruel. Participó de la represión a la "Revolución Praieira" (en la provincia de Pernambuco), al cerco a la ciudad de Montevideo (Uruguay), y en muchas batallas en la Guerra de la Triple Alianza, progresando rápidamente. Fue presidente de la provincia de Río Grande del Sur.
Deodoro desagradó al Imperio debido a sus actitudes como presidente provincial de Río Grande del Sur, durante la llamada Cuestión Militar (entre militares descontentos después de la guerra de la Triple Alianza, y el gobierno del Imperio). Como castigo fue enviado a la provincia de Mato Grosso, donde estuvo subordinado al coronel Cunha Matos. Humillado y enconado, volvió a Río de Janeiro, llegando el 13 de septiembre de 1889. Tuvo un papel significativo en la revolución que derrumbó la monarquía dos meses después.

### Presidencia constitucional
Cómo fundador de la República fue el primer presidente de Brasil, asumió provisionalmente el 15 de noviembre de 1889. El nuevo gobierno comenzó rápidamente a redactar nuevas leyes, tanto es, que antes del final de 1889, todo el sistema político y administrativo de la República ya estaba creado. 
Surgieron los actuales Himno Nacional y Bandera actual de Brasil.
Deodoro fue elegido primer presidente constitucional de Brasil, el 25 de febrero de 1891 por el Congreso Nacional, con 129 votos. Prudente de Morais obtuvo 97 votos, de acuerdo a la nueva Constitución Federal de 1891, para un período de 4 años.
Su segundo mandato fue conseguido en gran medida gracias a la presión de los militares (especialmente del ejército), contra la voluntad del sector civil y de algunas partes de los militares. El 3 de noviembre de 1891, Deodoro quedó indignado con la aprobación de una ley que permitía el juicio político del presidente; como consecuencia, disolvió el Congreso.
El gobierno Deodoro da Fonseca fue desastroso, además de autoritario. La disolución del Congreso, la implantación del estado de sitio, la mala política financiera del ministro Ruy Barbosa, y la poca experiencia administrativa del presidente, llevaron el país al caos.
Entre los ministros de su gabinete, además de Barbosa (Hacienda), se destacaron Manuel Ferraz de Campos Sales (Justicia), Floriano Vieira Peixoto (Guerra) y Quintino Bocaiuva (Relaciones Exteriores).
El 23 de noviembre de 1891, ocurrió una rebelión en la Marina, cuando el almirante Custódio de Melo amenazó bombardear la ciudad de Río de Janeiro, para forzar la renuncia del presidente. Deodoro renunció y entregó el poder al vicepresidente, mariscal Floriano Peixoto.

### Fallecimiento
Aislado, disgustado y enfermo, Manuel Deodoro da Fonseca murió en Río de Janeiro el 23 de agosto de 1892. Pidió ser enterrado en trajes civiles, pedido que no fue atendido; su funeral tuvo pompa y honras militares.